# Let's Spend the Night Together
«Let's Spend the Night Together» —en español: «Pasemos la noche juntos»— es una canción de The Rolling Stones escrita por Mick Jagger y Keith Richards. Apareció en la versión norteamericana del álbum Between the Buttons de 1967. Lanzada como sencillo en el Reino Unido en enero de 1967 junto con «Ruby Tuesday» como doble lado A.
La canción ha sido versionada por numerosos artistas, el más famoso David Bowie en 1973.

## Grabación
La canción fue registrada en noviembre de 1966, en los Olympic Studios por el productor Andrew Loog Oldham y el ingeniero de sonido Glyn Johns.
En la edición de diciembre de 1968 de la revista Hit Parader, Glyn Johns fue entrevistado sobre su trabajo con la banda en un artículo titulado Recording The Stones. Johns cuenta que mientras mezclaba «Let's Spend the Night Together», Oldham intentaba obtener un cierto sonido haciendo clic en sus dedos. Dos policías se presentaron, diciendo que la puerta principal estaba abierta y que estaban revisando para ver si todo estaba bien. Al principio, Oldham les pidió que sostuvieran sus auriculares mientras chasqueaba los dedos, pero luego Johns dijo que necesitaban un sonido más seco. Los policías levantaron sus porras y Mick Jagger las tomó en el estudio para grabar los claves -como el sonido que se puede oír durante la pausa tranquila en el minuto 1:40 de la canción.
La canción cuenta con el piano de Jack Nitzsche, el órgano de Brian Jones, la batería de Charlie Watts; piano, guitarra eléctrica, bajo y coros de Keith Richards y voces de Mick Jagger. Por razones desconocidas, el bajista de la banda Bill Wyman no aparece en esta pista.

## Lanzamiento y censura
Lanzado en el Reino Unido como sencillo en enero de 1967, «Let's Spend the Night Together» alcanzó el puesto # 3 en el UK Singles Chart, mientras que el otro lado A «Ruby Tuesday» nunca fue incluido. La canción fue incluida en la versión norteamericana del álbum Between the Buttons, y también fue lanzada allí como sencillo. 
La controvertida letra es una propuesta a un encuentro sexual, tema escandaloso para aquella época y que fue lo que provocó que se censurase en varias emisoras radiales que en lugar de poner este tema, preferían poner el sencillo «Ruby Tuesday». Ambas canciones aparecieron por separado en el Billboard Hot 100, mientras que «Let's Spend the Night Together» alcanzaba el lugar # 55, «Ruby Tuesday» llegó al puesto 1.
En países de todo el mundo, ambos lados del sencillo listaron separados. En Irlanda, por ejemplo, «Ruby Tuesday» alcanzó el puesto 6, mientras que «Let's Spend The Night Together» figuraba separadamente en el número 14, ya que la cadena nacional de Irlanda, RTÉ, consideraba que el «Ruby Tuesday» era más adecuado para la radio.
Una de las censuras más conocidas que sufrió la canción fue en The Ed Sullivan Show, cuando en primera instancia les fue negada la posibilidad de interpretarla en el estudio de televisión. El compromiso que hicieron con el mismo Ed Sullivan, quien les dijo que si la cantaban se iban, fue cambiar el título de Let's spend the night together ("pasemos la noche juntos") a Let's spend some time together ("pasemos un rato juntos"). Mientras Jagger cantaba esta línea, miraba hacia la cámara y giraba sus ojos hacia atrás de forma ostentosa, así también como Bill Wyman. Los Stones, que después de tocar la canción regresaron al escenario, estaban vestidos con uniformes nazis con esvásticas, lo que hizo que Sullivan ordenara que volviesen a los camarines a cambiarse, abandonaron el estudio por completo. Como resultado de este incidente, Sullivan anunció que la banda tenía prohibido realizar su show de nuevo. Sin embargo aparecieron en vivo otra vez tocando tres canciones el 23 de noviembre de 1969. Irónicamente, cuando tocaron «(I Can't Get No) Satisfaction» en 1966, no fueron censurados.
En abril de 2006, para su primera actuación en China, las autoridades prohibieron al grupo tocar la canción debido a sus "letras sugestivas".

## Legado
La canción fue incluida en los siguientes álbumes recopilatorios de la banda: Flowers (1967), Through the Past, Darkly (Big Hits Vol. 2) (1969), Hot Rocks 1964-1971 (1971), Rolled Gold: The Very Best of the Rolling Stones (1975), Singles Collection: The London Years (1989), Forty Licks (2002), Singles 1965–1967, (2004) y GRRR! (2012). Una versión en vivo fue incluido en el disco en vivo Still Life (1982).

## En directo
«Let's Spend The Night Together» se tocó durante todo el European Tour 1967. Pasaron 9 años hasta que los Stones la interpretaron nuevamente, fue en el último show del Tour of Europe 1976 celebrado en Knebworth Park, y un par de veces más en 1977, en citas fuera de gira. La tocaron regularmente en los tours de 1981 y 1982 antes de ser nuevamente retirada por 15 años para regresar en el Bridges to Babylon Tour de 1997 y 1998. Volvió a una gira durante el A Bigger Bang Tour en algunos conciertos en 2006 y 2007. Desde el 14 On Fire Tour de 2014, la canción no ha faltado en ninguna gira.

## Personal
Acreditado:
- Mick Jagger: voz principal y coros
- Keith Richards: guitarra eléctrica, bajo, piano y coros
- Brian Jones: órgano
- Charlie Watts: batería
- Jack Nitzsche: piano

Nota: Por razones desconocidas, el bajista Bill Wyman no aparece acreditado en la canción.

## Posicionamiento en las listas
| Listas (1967)                         | Mejor posición |
| ------------------------------------- | -------------- |
| Alemania (Offizielle Deutsche Charts) | 1              |
| Austria (Ö3 Austria Top 40)           | 3              |
| Bélgica (Flandes) (Ultratop 50)       | 7              |
| Estados Unidos (Billboard Hot 100)    | 55             |
| Irlanda (IRMA)                        | 14             |
| Noruega (VG-lista)                    | 2              |
| Reino Unido (UK Singles Chart)        | 3              |

## Versión de David Bowie
Muy conocida es la versión estilo glam rock hecha por David Bowie para el álbum Aladdin Sane de 1973. También apareció como sencillo pero no llegó a las listas de popularidad.
En la versión de Bowie aparece un palpitante efecto de sintetizador. El cantante añadió sus propias palabras en la parte final. Es descrita por los críticos como una versión mucho más rápida y futurista que la de los Stones.
En España, el disco que incluía esta canción fue censurado por su temática sexual, pero curiosamente este tema ya había sido publicado íntegramente por los Stones en los años sesenta.

## Versión de Muddy Waters
La leyenda del blues Muddy Waters también grabó una versión de la canción en 1968 en los estudios Chess Records. Se puede encontrar en el disco Electric Mud, producido por Marshall Chess quien fue mánager de los Stones durante 10 años.